# San Sebastián Puctla
La localidad de San Sebastián Puctla está situada en el Municipio de Izúcar de Matamoros de Matamoros (en el Estado de Puebla). Hay 1,223 habitantes. Es el pueblo más poblado en la posición número 11 de todo el municipio. San Sebastián Puctla está a 1,223 metros de altitud.
Puctla significa :  "Origen de humo" debido a que existen asentamientos de los primeros pobladores olmecas y xicalancas del estado de Puebla.

## Cultura popular
Es famoso el pueblo de San Sebastián Puctla; por guardar el cadáver de El Güilo Sosa, un famoso forajido de la región poblana y de la mixteca poblana y valle Matamoros. En los años 1970 esta comunidad fue considerada por el gobierno estatal un lugar peligroso , por ser originario Crispín Sosa.

## Economía
A principios del siglo XX fue pionero de la siembra de arroz. Actúalmente la principal  producción de caña de azúcar, de maíz y la producción ganadera.